# Цвик, Михаил Миронович
Михаил Миронович Цвик (1895—1941) — русский и латышский писатель еврейского происхождения.

## Биография
Михаил Миронович Цвик родился 4 июля 1893 года в Либаве (ныне — Лиепая, Латвия, в ряде источников приводится также 1895 год рождения). Активно публиковаться начал в 1910-е годы в различных Санкт-Петербургских печатных изданиях. После Февральской революции занимал должность секретаря Комитета журналистов при Временном правительстве. В 1918 году Цвик был принят в Московское общество русских драматургов и композиторов, образованное после распада Общества русских драматических писателей и оперных композиторов. В 1919 году уехал из Советской России в провозгласившую независимость Латвию. Служил в Латвийской армии, участвовал в боевых действиях, был ранен. После окончания войны являлся членом Общества еврейских освободителей Латвии.
Публиковался в различных латвийских периодических печатных изданиях, в том числе в журналах «Свободная мысль», «Рижский курьер», «Рижский огонёк», «Театр и жизнь», «Ванька-Встанька» и ряде других. Тогда же начал подписывать свои произведения псевдонимом «Мих. Миронов». В 1923 году опубликовал сборник стихов «Слова на палитре». В конце 1920-х годов Цвик уехал в Берлин, где активно занимался писательской работой. Опубликовал более 30 детективных романов на русском, а также на немецком и латышском языках. После прихода к власти в Германии Адольфа Гитлера Цвик вернулся в Латвию. Поселился в родном городе Лиепая, где активно сотрудничал с газетой «Сегодня».
Литературное наследие Цвика — 32 романа, 500 рассказов, 200 сказок, большое количество стихов. Ряд его произведений ставились на сценах в театрах Санкт-Петербурга, Нижнего Новгорода, Вологды, Ярославля, Харбина, Риги, Лиепаи.
В июле 1941 года во время немецкой оккупации Лиепаи Цвик был расстрелян.

## Сочинения
- Cviks M. Apburošais dēkainis. R., 1937. 144 lpp.
- Cviks M. Bezbailīgie. R., 1938. 175 lpp.
- Cviks M. Laimes pēdās. R., 1937. 112 lpp.
- Cviks M. Zem Parīzes debesīm. R., 1937. 120 lpp.
- Цвик М. М. Бесстрашные. Рига, 1938. 110 с.
- Цвик М. М. В поисках счастья. Рига, 1937. 120 с.
- Цвик М. М. Очаровательный проходимец. Рига, 1938. 160 с.
- Цвик М. М. Под небом Парижа. Рига, 1937. 118 с.